# Palaeomerycidae
De Palaeomerycidae zijn een familie van uitgestorven evenhoevigen. Soorten uit deze familie leefden van het Laat-Eoceen tot Vroeg-Plioceen. De Palaeomerycidae vormen samen met de herten en giraffen de Cervoidea.

## Kenmerken
De soorten uit de Palaeomerycidae waren middelgrote tot grote grazers en knabbelaars met lange poten en een zwaargebouwd lichaam. Op de bovenzijde van de schedel zaten grote, benige hoornachtige structuren die bedekt waren met huid, zoals bij de giraffe en okapi.

## Ontwikkeling
De familie ontwikkelde zich in Laat-Eoceen in Europa met Amphitragulus als oudst bekende geslacht. In het Oligoceen breidden de palaeomeryciden zich uit naar Azië en vervolgens in het Mioceen naar Afrika, Noord- en Zuid-Amerika. Barbouromeryx is het oudst bekende Amerikaanse geslacht met fossiele vondsten in Nebraska van 23 miljoen jaar geleden. De soorten uit de onderfamilie Dromomerycinae gedijden goed in Noord-Amerika met Cranioceras als bekendste geslacht. Surameryx is de enige bekende Zuid-Amerikaanse vorm en leefde tijdens het Laat-Mioceen, al zijn er twijfels over de classificatie van dit dier. In Vroeg-Plioceen stierf de familie zowel in Noord-Amerika als de Oude Wereld uit, mogelijk door de ontwikkeling van de hertachtigen.